# Смольница (Костромская область)
Смольница — село в Буйском районе Костромской области. Входит в состав Центрального сельского поселения.

## География
Находится в северо-западной части Костромской области на расстоянии приблизительно 19 км на юго-восток по прямой от города Буй, административного центра района.

## История
В 1646 году село упоминалось как вотчина князя В. А. Голицына, сын которого В. В. Голицын был сподвижником царевны Софьи. Тогда в селе стояло две деревянных церкви, Благовещенская и Покровская. Каменная Покровская церковь с колокольней построена была в 1803 году. В 1872 году здесь (тогда Смольницы Галичского уезда) было отмечено 20 дворов, в 1907 году—34.

## Население
Постоянное население составляло 142 человека (1872 год), 176 (1897), 156 (1907), 6 в 2002 году (русские 87 %), 1 в 2022.